# Berg-Vielfraßschnecke
Die Berg-Vielfraßschnecke (Ena montana), von manchen Autoren auch als Wald-Vielfraßschnecke oder als Berg-Turmschnecke bezeichnet, ist eine Schneckenart der Familie Vielfraßschnecken (Enidae) aus der Unterordnung der Landlungenschnecken (Stylommatophora).

## Merkmale

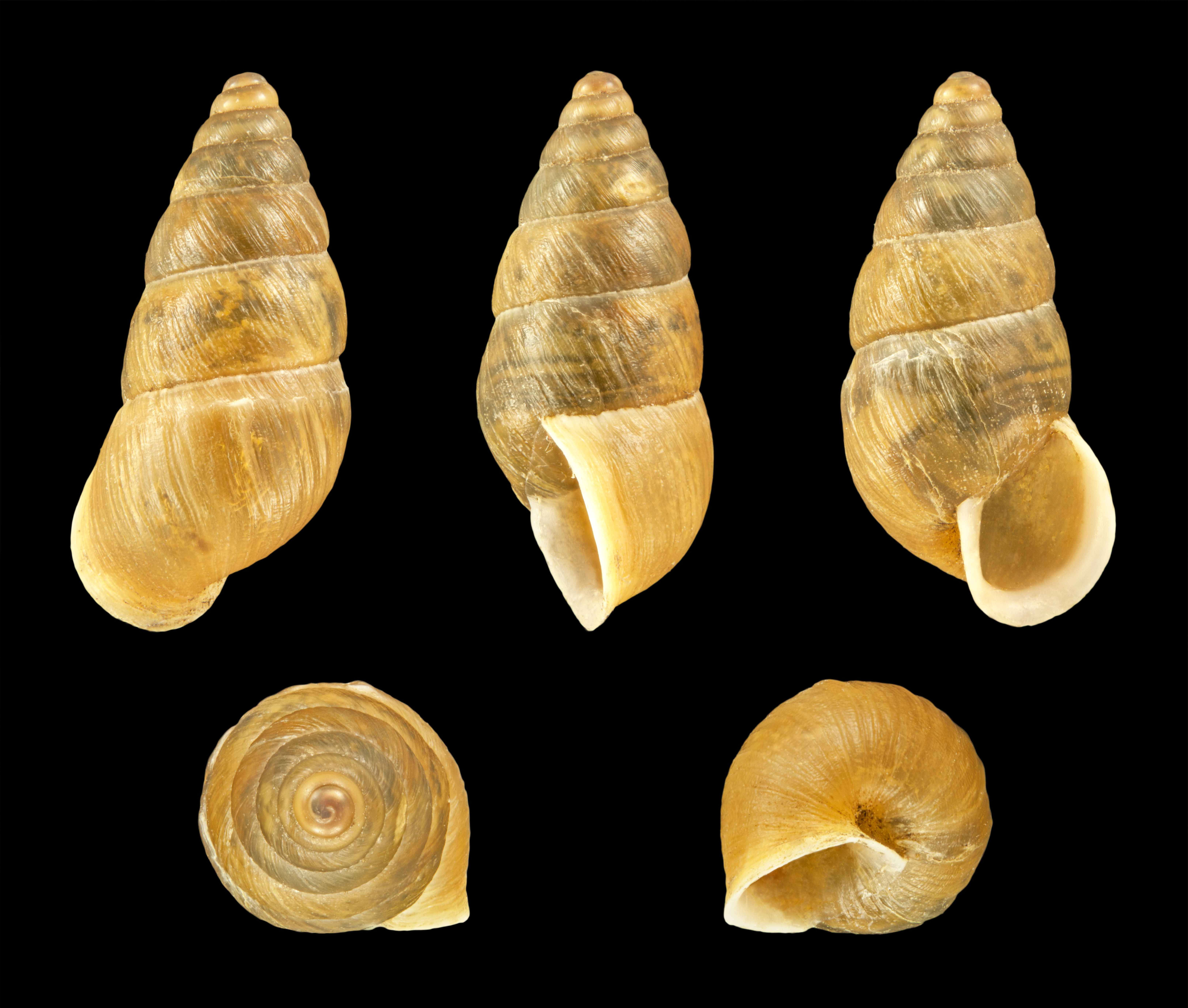
Gehäuse

Das Gehäuse ist spitzkonisch und weist 7 bis 8 Windungen auf, die an der Peripherie ziemlich flach gewölbt sind. Adult erreichen sie eine Höhe von 14 bis 17 Millimeter und eine Dicke (Breite) von 6 bis 7 Millimeter. Der Mündungsrand ist nach außen umgebogen, aber nur wenig verdickt. An der Oberseite der Mündung ist statt einer Lippe ein Kallus entwickelt. Der Mundsaum ist blassrosa bis weiß. Die Oberfläche des Gehäuses ist mit kräftigen, teils gekörnten, etwas unregelmäßigen Anwachsstreifen bedeckt und nur schwach glänzend. Gelegentlich werden die Anwachsstreifen von feinen Spirallinien gekreuzt. Die Farbe variiert von hell- bis dunkelbraun, der Apex kann auch durch Ausbleichung fast weiß sein. Die Schale ist schwach durchscheinend. Der Nabel ist sehr eng und stichförmig, und im Spindelbereich vom umgebogenen Mundsaum überdacht.
Der Weichkörper des Tieres ist hellbraun, dunkelbraun bis violettbraun mit dunkleren Flecken auf der Oberseite und dem Kopf des Tieres. Gelegentlich treten auch melanistische Exemplare auf. Kopf und Augenstiele sind meist dunkler als der Körper.
Im Geschlechtsapparat zweigt der Samenleiter (Vas deferens) vom Eisamenleiter (Spermovidukt) ab. Er ist sehr lang und dünn. Er mündet etwas unterhalb des Apex in den sehr langen Epiphallus; der Apex des Epiphallus ist in ein kurzes, konisches Flagellum ausgezogen. Etwa mittig bezogen auf die Gesamtlänge des Epiphallus sitzt ein kurzer konischer Blindsack (Epiphallusblindsack oder Epiphalluscaecum). Die Dicke des Epiphallus variiert über die gesamte Erstreckung wenig. Der Übergang Epiphallus/Penis ist durch eine Zunahme auf die doppelte Dicke des Epiphallus markiert. Der Penis ist im Vergleich zum Epiphallus sehr kurz. In der unteren Hälfte des Penis setzt der sehr lange Penisappendix an, der sich in fünf unterschiedlich dicke Abschnitte gliedern lässt. Der untere Teil ist etwas so dick wie der Penis selber. Darauf folgt ein sehr kurzer Teil, der etwa halb so dick wie der erste Teil ist. Danach nimmt die Dicke nochmals stark ab. Der vierte Abschnitt ist noch etwas dünner und geht allmählich in das Endteil, das länglich-keulenförmig ist. Der Retraktormuskel spaltet sich in zwei Stränge auf, von denen einer am Penis ansetzt, der andere Strang am unteren stark verdickten Teil des Penisappendix. Im weiblichen Trakt des Geschlechtsapparates ist der freie Eileiter sehr lang, die Vagina sehr kurz. Die Samenblase sitzt auf einem langen Stiel. Kurz vor der kleinen länglichen Blase zweigt ein sehr langes Divertikel ab, das annähernd zwei Drittel der Länge des Stiels erreicht.

## Geographische Verbreitung, Lebensraum und Lebensweise
Die Art ist in Mitteleuropa weit verbreitet. Im Osten reicht das Verbreitungsgebiet bis Mittelrussland und in die Karpaten, im Westen bis Ostfrankreich und die Westalpen. Aus Westeuropa sind nur isolierte Vorkommen in Westfrankreich und Südengland sowie den Pyrenäen bekannt.
Die Berg-Vielfraßschnecke kommt in alten Wäldern, in der Bodenstreu und im Laub vor, zwischen Steinen und Felsen, weniger häufig auch in alten Heckenreihen und Gebüsch. Bei feuchtem Wetter steigt sie häufig an Bäumen und Steinen hoch. Sie lebt bevorzugt in den Mittel- und Hochgebirgen, gelegentlich auch im Flachland. In den Alpen steigt sie bis in eine Höhe von 2000 m auf. Sie ist generell eher selten und die Vorkommen sind sehr isoliert. Über die Ernährung ist wenig bekannt. Sie scheint sich von welken Pflanzen und sich zersetzendem organischen Material zu ernähren. Auch werden die verwitterten Oberflächen von trockenen Stängeln abgeweidet. Den Winter verbringen sie, oft mehrere Exemplare zusammen, in Verstecken unter Steinen oder verrottetem Holz. Während der Winterruhe wird das Gehäuse mit einem Diaphragma verschlossen.

## Taxonomie
Die Art wurde von Jacques Philippe Raymond Draparnaud als Bulimus montanus bereits im Jahre 1801 erstmals wissenschaftlich beschrieben. Es ist die Typusart der Gattung Ena Turton, 1831. Es existieren mindestens zwei Synonyme.

## Gefährdung
Die Berg-Vielfraßschnecke steht in Deutschland auf der Vorwarnliste.

## Belege

### Online
- AnimalBase